# آونگ تنگ چونگ
آونگ رئیس‌جمهور سنگاپور بود
آونگ تنگ چونگ (انگلیسی: Ong Teng Cheong; ۲۲ ژانویهٔ ۱۹۳۶ – ۸ فوریهٔ ۲۰۰۲) معمار، و سیاستمدار اهل سنگاپور بود.